# Az NSZK az 1976. évi téli olimpiai játékokon
Az NSZK az ausztriai Innsbruckban megrendezett 1976. évi téli olimpiai játékok egyik részt vevő nemzete volt. Az országot az olimpián 10 sportágban 71 sportoló képviselte, akik összesen 10 érmet szereztek.

## Érmesek
| Érem  | Versenyző | Sportág          | Versenyszám          |
| ----- | --- | ---------------- | -------------------- |
| Arany | Rosi Mittermaier | Alpesisí         | Női lesiklás         |
| Arany | Rosi Mittermaier | Alpesisí         | Női műlesiklás       |
| Ezüst | Rosi Mittermaier | Alpesisí         | Női óriás-műlesiklás |
| Ezüst | Wolfgang Zimmerer Manfred Schumann | Bob              | Férfi kettes         |
| Ezüst | Urban Hettich | Északi összetett | Egyéni               |
| Ezüst | Josef Fendt | Szánkó           | Férfi egyes          |
| Ezüst | Hans Brandner Balthasar Schwarm | Szánkó           | Kettes               |
| Bronz | Wolfgang Zimmerer Peter Utzschneider Bodo Bittner Manfred Schumann | Bob              | Férfi négyes         |
| Bronz | Nemzeti válogatott Klaus Auhuber Ignaz Berndaner Wolfgang Boos Lorenz Funk Martin Hinterstocker Toni Kehle Udo Kießling Walter Köberle Ernst Köpf Erich Kühnhackl Stefan Metz Rainer Philipp Franz Reindl Alois Schloder Rudolf Thanner Ferenc Vozar Josef Völk Erich Weißhaupt | Jégkorong        | Férfi                |
| Bronz | Elisabeth Demleitner | Szánkó           | Női egyes            |

## Alpesisí
Férfi
| Versenyző            | Versenyszám      | 1. futam | 1. futam | 2. futam | 2. futam | Összesítés | Összesítés |
| Versenyző            | Versenyszám      | Idő      | Hely.    | Idő      | Hely.    | Idő        | Helyezés   |
| -------------------- | ---------------- | -------- | -------- | -------- | -------- | ---------- | ---------- |
| Albert Burger        | Óriás-műlesiklás | 1:47,32  | 12.      | 1:45,36  | 11.      | 3:32,68    | 10.        |
| Albert Burger        | Műlesiklás       | 1:03,38  | 17.      | 1:06,93  | 16.      | 2:10,31    | 15.*       |
| Sepp Ferstl          | Lesiklás         |          |          |          |          | 1:48,41    | 17.        |
| Sepp Ferstl          | Óriás-műlesiklás | 1:49,98  | 30.      | 1:51,54  | 28.      | 3:41,52    | 28.        |
| Sepp Ferstl          | Műlesiklás       | 1:06,32  | 29.      | 1:08,02  | 20.      | 2:14,34    | 20.        |
| Peter Fischer        | Lesiklás         |          |          |          |          | 1:48,18    | 15.        |
| Wolfgang Junginger   | Lesiklás         |          |          |          |          | 1:50,48    | 29.        |
| Wolfgang Junginger   | Óriás-műlesiklás | 1:49,79  | 29.      | 1:46,23  | 14.      | 3:36,02    | 19.        |
| Wolfgang Junginger   | Műlesiklás       | 1:00,95  | 3.       | 1:06,13  | 11.      | 2:07,08    | 6.         |
| Christian Neureuther | Óriás-műlesiklás | 1:52,29  | 37.      | 1:51,73  | 29.      | 3:44,02    | 30.        |
| Christian Neureuther | Műlesiklás       | 1:01,70  | 8.       | 1:04,86  | 5.       | 2:06,56    | 5.         |
| Michael Veith        | Lesiklás         |          |          |          |          | 1:49,02    | 22.*       |

* - egy másik versenyzővel azonos eredményt ért el
Női
| Versenyző           | Versenyszám      | 1. futam | 1. futam | 2. futam      | 2. futam      | Összesítés | Összesítés |
| Versenyző           | Versenyszám      | Idő      | Hely.    | Idő           | Hely.         | Idő        | Helyezés   |
| ------------------- | ---------------- | -------- | -------- | ------------- | ------------- | ---------- | ---------- |
| Pamela Behr         | Műlesiklás       | 46,68    | 1.       | 45,63         | 7.            | 1:32,31    | 5.         |
| Monika Berwein      | Műlesiklás       | 49,17    | 14.*     | nem ért célba | nem ért célba | kiesett    | kiesett    |
| Irene Epple         | Lesiklás         |          |          |               |               | 1:48,91    | 10.        |
| Irene Epple         | Óriás-műlesiklás |          |          |               |               | 1:31,46    | 15.        |
| Maria Epple         | Lesiklás         |          |          |               |               | 1:51,41    | 23.        |
| Maria Epple         | Óriás-műlesiklás |          |          |               |               | 1:33,02    | 24.        |
| Evi Mittermaier     | Lesiklás         |          |          |               |               | 1:49,23    | 13.        |
| Evi Mittermaier     | Óriás-műlesiklás |          |          |               |               | 1:30,64    | 8.         |
| Rosi Mittermaier    | Lesiklás         |          |          |               |               | 1:46,16    |            |
| Rosi Mittermaier    | Óriás-műlesiklás |          |          |               |               | 1:29,25    |            |
| Rosi Mittermaier    | Műlesiklás       | 46,77    | 2.       | 43,77         | 1.            | 1:30,54    |            |
| Christa Zechmeister | Műlesiklás       | 48,20    | 8.       | 45,52         | 6.            | 1:33,72    | 7.         |

* - egy másik versenyzővel azonos eredményt ért el

## Biatlon

### 20 km egyéni indításos
A célpont egy külső és egy belső körből állt. A külső körön kívüli találat 2 perc, a külső kör találata 1 perc büntetőidőt jelentett.
| Versenyző          | Eredmény   | Helyezés | Büntetőperc | Végső eredmény | Helyezés |
| ------------------ | ---------- | -------- | ----------- | -------------- | -------- |
| Heinrich Mehringer | 1:16:49,15 | 23.      | 2           | 1:18:49,15     | 11.      |
| Josef Niedermeier  | 1:18:33,63 | 37.      | 5           | 1:23:33,63     | 26.      |
| Alois Kanamüller   | 1:17:25,26 | 28.      | 8           | 1:25:25,26     | 34.      |

### 4 × 7,5 km váltó
A lövéseket követően a lövőhibák számának megfelelő mennyiségű 200 m-es büntetőkört kellett teljesíteni a versenyzőknek.
| Versenyző                                               | Eredmény   | Lövőhiba | Helyezés |
| ------------------------------------------------------- | ---------- | -------- | -------- |
| Heinrich Mehringer Gerd Winkler Josef Keck Claus Gehrke | 2:04:11,86 | 4        | 4.       |

## Bob
| Versenyző                                                          | Versenyszám | 1. futam | 1. futam | 2. futam | 2. futam | 3. futam | 3. futam | 4. futam | 4. futam | Összesítés | Összesítés |
| Versenyző                                                          | Versenyszám | Idő      | Hely.    | Idő      | Hely.    | Idő      | Hely.    | Idő      | Hely.    | Idő        | Helyezés   |
| ------------------------------------------------------------------ | ----------- | -------- | -------- | -------- | -------- | -------- | -------- | -------- | -------- | ---------- | ---------- |
| Wolfgang Zimmerer Manfred Schumann                                 | Kettes      | 56,09    | 2.       | 56,31    | 3.       | 56,26    | 2.       | 56,33    | 2.       | 3:44,99    |            |
| Georg Heibl Fritz Ohlwärter                                        | Kettes      | 56,36    | 4.       | 56,43    | 4.       | 56,59    | 5.       | 56,75    | 6.       | 3:46,13    | 5.         |
| Wolfgang Zimmerer Peter Utzschneider Bodo Bittner Manfred Schumann | Négyes      | 54,82    | 3.       | 54,87    | 3.       | 55,53    | 3.       | 56,15    | 3.       | 3:41,37    |            |
| Georg Heibl Hans Morant Siegfried Radandt Fritz Ohlwärter          | Négyes      | 54,92    | 4.       | 54,98    | 4.       | 55,70    | 5.       | 56,87    | 8.       | 3:42,47    | 5.         |

## Északi összetett
A három ugrás közül a két legjobb pontszámát adták össze. A sífutás végén 1 perces időkülönbség 9 pontnak felelt meg.
| Versenyző     | Normálsánc | Normálsánc | Normálsánc | Normálsánc | Normálsánc | Normálsánc | Normálsánc | Normálsánc | 15 km sífutás | 15 km sífutás | 15 km sífutás | Összesítés | Összesítés |
| Versenyző     | 1. ugrás   | 1. ugrás   | 2. ugrás   | 2. ugrás   | 3. ugrás   | 3. ugrás   | Össz.      | Össz.      | 15 km sífutás | 15 km sífutás | 15 km sífutás | Összesítés | Összesítés |
| Versenyző     | Pont       | Hely.      | Pont       | Hely.      | Pont       | Hely.      | Pont       | Hely.      | Idő           | Pont          | Hely.         | Pont       | Helyezés   |
| ------------- | ---------- | ---------- | ---------- | ---------- | ---------- | ---------- | ---------- | ---------- | ------------- | ------------- | ------------- | ---------- | ---------- |
| Urban Hettich | 97,1       | 12.        | 98,7       | 10.        | 100,2      | 11.        | 198,9      | 11.        | 48:01,55      | 220,00        | 1.            | 418,90     |            |
| Günther Abel  | 101,2      | 7.         | 91,7       | 22.        | 95,6       | 20.        | 196,8      | 14.        | 50:29,77      | 197,77        | 14.           | 394,57     | 14.        |

## Gyorskorcsolya
Férfi
| Versenyző       | Versenyszám | Eredmény       | Helyezés       |
| --------------- | ----------- | -------------- | -------------- |
| Horst Freese    | 500 m       | nem ért célba~ | nem ért célba~ |
| Horst Freese    | 1000 m      | 1:21,48        | 9.             |
| Herbert Schwarz | 1500 m      | 2:03,76        | 12.            |
| Herbert Schwarz | 5000 m      | 7:52,26        | 15.            |

~ - a futam során elesett
Női
| Versenyző            | Versenyszám | Eredmény | Helyezés |
| -------------------- | ----------- | -------- | -------- |
| Monika Holzner-Pflug | 500 m       | 44,36    | 12.      |
| Monika Holzner-Pflug | 1000 m      | 1:29,54  | 5.       |

## Jégkorong
| Nyugatnémet férfi jégkorongcsapat-játékoskeret                                                      | Nyugatnémet férfi jégkorongcsapat-játékoskeret                                                | Nyugatnémet férfi jégkorongcsapat-játékoskeret                                                 |
| --------------------------------------------------------------------------------------------------- | --------------------------------------------------------------------------------------------- | ---------------------------------------------------------------------------------------------- |
| - Klaus Auhuber - Ignaz Berndaner - Wolfgang Boos - Lorenz Funk - Martin Hinterstocker - Toni Kehle | - Udo Kießling - Walter Köberle - Ernst Köpf - Erich Kühnhackl - Stefan Metz - Rainer Philipp | - Franz Reindl - Alois Schloder - Rudolf Thanner - Ferenc Vozar - Josef Völk - Erich Weißhaupt |

### Eredmények
Selejtező
| 1976. február 2. 20:00 | NSZK (FRG) | 5 – 1 (1–0, 2–0, 2–1) | Svájc | Innsbruck, Ausztria |

|  |  |  |  |  |
|  |  |  |  |  |
|  |  |  |  |  |
|  |  |  |  |  |

Döntő csoportkör
| 1976. február 6. 13:00 | Lengyelország (POL) | 4 – 7 (2–5, 0–0, 2–2) | NSZK | Innsbruck, Ausztria |

|  |  |  |  |  |
|  |  |  |  |  |
|  |  |  |  |  |
|  |  |  |  |  |

| 1976. február 8. 16:00 | NSZK (FRG) | 3 – 5 (1–2, 1–1, 1–2) | Finnország | Innsbruck, Ausztria |

|  |  |  |  |  |
|  |  |  |  |  |
|  |  |  |  |  |
|  |  |  |  |  |

| 1976. február 10. 20:00 | Szovjetunió (URS) | 7 – 3 (5–2, 1–0, 1–1) | NSZK | Innsbruck, Ausztria |

|  |  |  |  |  |
|  |  |  |  |  |
|  |  |  |  |  |
|  |  |  |  |  |

| 1976. február 12. 16:00 | Csehszlovákia (TCH) | 7 – 4 (4–0, 3–2, 0–2) | NSZK | Innsbruck, Ausztria |

|  |  |  |  |  |
|  |  |  |  |  |
|  |  |  |  |  |
|  |  |  |  |  |

| 1976. február 14. 13:00 | NSZK (FRG) | 4 – 1 (0–0, 1–0, 3–1) | Egyesült Államok | Innsbruck, Ausztria |

|  |  |  |  |  |
|  |  |  |  |  |
|  |  |  |  |  |
|  |  |  |  |  |

Végeredmény
| Csapat           | M | Gy | D | V | G+ | G– | Gk  | P  |
| ---------------- | - | -- | - | - | -- | -- | --- | -- |
| Szovjetunió      | 5 | 5  | 0 | 0 | 40 | 11 | +29 | 10 |
| Csehszlovákia    | 5 | 4  | 0 | 1 | 17 | 10 | +7  | 8  |
| NSZK             | 5 | 2  | 0 | 3 | 21 | 24 | –3  | 4  |
| Finnország       | 5 | 2  | 0 | 3 | 19 | 18 | +1  | 4  |
| Egyesült Államok | 5 | 2  | 0 | 3 | 15 | 21 | –6  | 4  |
| Lengyelország    | 5 | 0  | 0 | 5 | 9  | 37 | –28 | 0* |

* - A Csehszlovákia-Lengyelország mérkőzés végeredménye 7–1 lett, de a csehszlovák játékosok pozitív doppingeredményt produkáltak, ezért hivatalosan 0–1 arányban a lengyelek javára írták a mérkőzést. Lengyelország azonban nem kapta meg a győzelemért járó pontokat.
- A bronzéremről az egymás elleni mérkőzéseken elért eredmények, majd a szerzett és kapott gólok átlaga döntött:

Finnország – NSZK 5–3
Egyesült Államok – Finnország 5–4
NSZK – Egyesült Államok 4–1
| Csapat           | M | Gy | D | V | G+ | G– | GA    | P |
| ---------------- | - | -- | - | - | -- | -- | ----- | - |
| NSZK             | 2 | 1  | 0 | 1 | 7  | 6  | 1,166 | 2 |
| Finnország       | 2 | 1  | 0 | 1 | 9  | 8  | 1,125 | 2 |
| Egyesült Államok | 2 | 1  | 0 | 1 | 6  | 8  | 0,750 | 2 |

| Csapat | Helyezés |
| ------ | -------- |
| NSZK   |          |

## Műkorcsolya
| Versenyző                     | Versenyszám | Kötelező elemek   | Kötelező elemek | Rövid program     | Rövid program | Kűr               | Kűr   | Összesítés                     | Összesítés                     | Összesítés                     | Összesítés                     | Összesítés                     | Összesítés                     | Összesítés                     | Összesítés                     | Összesítés                     | Összesítés        | Összesítés        | Összesítés  | Összesítés | Összesítés |
| Versenyző                     | Versenyszám | Kötelező elemek   | Kötelező elemek | Rövid program     | Rövid program | Kűr               | Kűr   | Helyezési pontszámok bírónként | Helyezési pontszámok bírónként | Helyezési pontszámok bírónként | Helyezési pontszámok bírónként | Helyezési pontszámok bírónként | Helyezési pontszámok bírónként | Helyezési pontszámok bírónként | Helyezési pontszámok bírónként | Helyezési pontszámok bírónként | Több. hely. száma | Több. hely. össz. | Hely. össz. | Pont       | Helyezés   |
| Versenyző                     | Versenyszám | Több. hely. száma | Hely.           | Több. hely. száma | Hely.         | Több. hely. száma | Hely. | 1                              | 2                              | 3                              | 4                              | 5                              | 6                              | 7                              | 8                              | 9                              | Több. hely. száma | Több. hely. össz. | Hely. össz. | Pont       | Helyezés   |
| ----------------------------- | ----------- | ----------------- | --------------- | ----------------- | ------------- | ----------------- | ----- | ------------------------------ | ------------------------------ | ------------------------------ | ------------------------------ | ------------------------------ | ------------------------------ | ------------------------------ | ------------------------------ | ------------------------------ | ----------------- | ----------------- | ----------- | ---------- | ---------- |
| Isabel Duval de Navarre       | Női egyéni  | 6×1+              | 1.              | 6×11+             | 11.           | 6×12+             | 12.   | 7,0                            | 8,0                            | 5,0                            | 10,0                           | 5,0                            | 6,0                            | 8,0                            | 5,0                            | 5,0                            | 5×6+              | 26,0              | 59,0        | 182,42     | 5.         |
| Dagmar Lurz                   | Női egyéni  | 6×8+              | 7.              | 6×10+             | 10.           | 7×11+             | 11.   | 11,0                           | 10,0                           | 10,0                           | 9,0                            | 11,0                           | 11,0                           | 10,0                           | 10,0                           | 10,0                           | 6×10+             | 59,0              | 92,0        | 178,04     | 10.        |
| Corinna Halke Eberhard Rausch | Páros       |                   |                 | 5×8+              | 8.            | 9×9+              | 8.    | 9,0                            | 9,0                            | 8,0                            | 6,0                            | 8,0                            | 9,0                            | 7,0                            | 8,0                            | 8,0                            | 6×8+              | 45,0              | 72,0        | 127,37     | 8.         |

## Sífutás
Férfi
| Versenyző                                             | Versenyszám     | Eredmény      | Helyezés      |
| ----------------------------------------------------- | --------------- | ------------- | ------------- |
| Franz Betz                                            | 15 km           | 47:39,15      | 38.           |
| Franz Betz                                            | 30 km           | 1:34:55,54    | 18.           |
| Franz Betz                                            | 50 km           | nem ért célba | nem ért célba |
| Walter Demel                                          | 30 km           | 1:37:44,17    | 40.           |
| Walter Demel                                          | 50 km           | 2:46:55,95    | 25.           |
| Georg Kandlinger                                      | 15 km           | 47:20,13      | 31.           |
| Georg Kandlinger                                      | 50 km           | nem ért célba | nem ért célba |
| Hans Speicher                                         | 15 km           | 48:28,90      | 45.           |
| Hans Speicher                                         | 30 km           | 1:36:52,45    | 36.           |
| Georg Zipfel                                          | 15 km           | 45:38,10      | 7.            |
| Georg Zipfel                                          | 30 km           | 1:34:04,71    | 14.           |
| Georg Zipfel                                          | 50 km           | 2:46:20,30    | 23.           |
| Franz Betz Georg Kandlinger Walter Demel Georg Zipfel | 4 × 10 km váltó | 2:12:38,96    | 9.            |

Női
| Versenyző       | Versenyszám | Eredmény | Helyezés |
| --------------- | ----------- | -------- | -------- |
| Michaela Endler | 5 km        | 17:08,68 | 21.      |
| Michaela Endler | 10 km       | 32:55,62 | 25.      |
| Iris Schulze    | 5 km        | 18:04,81 | 33.      |
| Iris Schulze    | 10 km       | 33:43,82 | 31.      |

## Síugrás
Férfi
| Versenyző          | Versenyszám | 1. ugrás | 1. ugrás | 2. ugrás | 2. ugrás | Összesítés | Összesítés |
| Versenyző          | Versenyszám | Pont     | Hely.    | Pont     | Hely.    | Pont       | Helyezés   |
| ------------------ | ----------- | -------- | -------- | -------- | -------- | ---------- | ---------- |
| Alfred Grosche     | Normálsánc  | 115,3    | 13.      | 116,6    | 9.       | 231,9      | 10.        |
| Alfred Grosche     | Nagysánc    | 100,3    | 13.      | 92,8     | 16.      | 193,1      | 16.        |
| Sepp Schwinghammer | Normálsánc  | 106,1    | 26.      | 109,2    | 22.      | 215,3      | 23.        |

## Szánkó
| Versenyző                        | Versenyszám | 1. futam | 1. futam | 2. futam          | 2. futam          | 3. futam          | 3. futam          | 4. futam              | 4. futam              | Összesítés            | Összesítés            |
| Versenyző                        | Versenyszám | Idő      | Hely.    | Idő               | Hely.             | Idő               | Hely.             | Idő                   | Hely.                 | Idő                   | Helyezés              |
| -------------------------------- | ----------- | -------- | -------- | ----------------- | ----------------- | ----------------- | ----------------- | --------------------- | --------------------- | --------------------- | --------------------- |
| Josef Fendt                      | Férfi egyes | 52,694   | 2.       | 51,933            | 1.                | 51,749            | 3.                | 51,820                | 2.                    | 3:28,196              |                       |
| Anton Winkler                    | Férfi egyes | 52,755   | 3.       | 52,194            | 5.                | 52,219            | 7.                | 52,352                | 6.*                   | 3:29,520              | 6.                    |
| Stefan Hölzlwimmer               | Férfi egyes | 52,766   | 4.       | az idő nem ismert | az idő nem ismert | az idő nem ismert | az idő nem ismert | a 4. futamban kiesett | a 4. futamban kiesett | a 4. futamban kiesett | a 4. futamban kiesett |
| Elisabeth Demleitner             | Női egyes   | 43,138   | 7.       | 42,535            | 1.                | 42,388            | 2.                | 42,995                | 7.                    | 2:51,056              |                       |
| Monika Scheftschik               | Női egyes   | 42,863   | 2.       | 42,732            | 4.                | 42,981            | 9.                | 42,964                | 5.                    | 2:51,540              | 7.                    |
| Hans Brandner Balthasar Schwarm  | Kettes      | 42,792   | 2.       | 43,097            | 4.                |                   |                   |                       |                       | 1:25,889              |                       |
| Stefan Hölzlwimmer Rudi Größwang | Kettes      | 43,205   | 5.       | 43,033            | 3.                |                   |                   |                       |                       | 1:26,238              | 4.                    |

* - egy másik versenyzővel azonos eredményt ért el